# 瓦里贊
36°03′N 0°54′E / 36.050°N 0.900°E

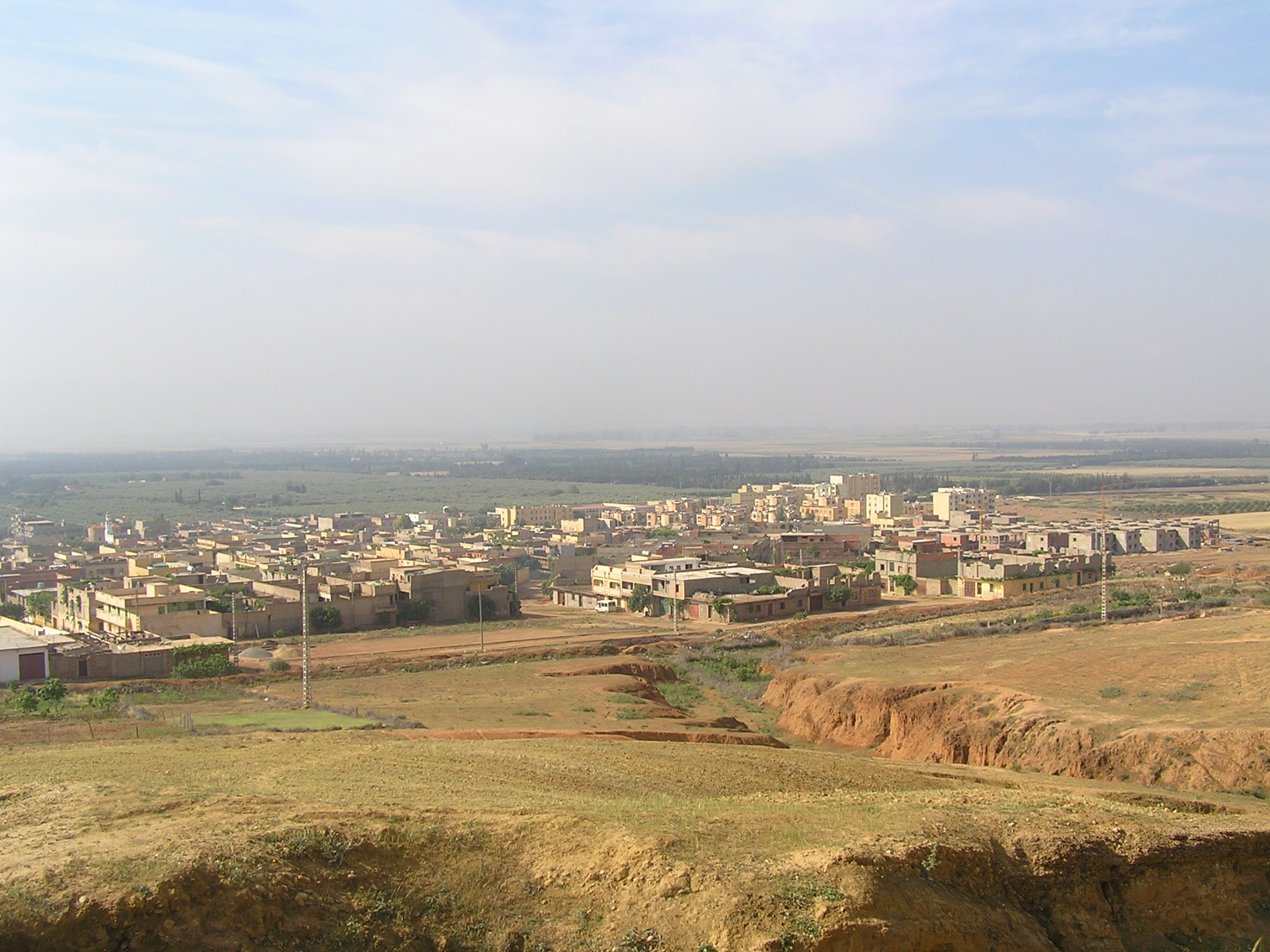

瓦里贊（阿拉伯语：‎），是阿爾及利亞的城鎮，位於該國西北部埃利贊省，由瓦迪吉烏區負責管轄，面積88平方公里，海拔高度158米，2008年人口20,069人，人口密度每平方公里228人。